# NGC 1004
NGC 1004 је елиптична галаксија у сазвежђу Кит која се налази на NGC листи објеката дубоког неба.
Деклинација објекта је + 1° 58' 32" а ректасцензија 2h 37m 41,7s. Привидна величина (магнитуда) објекта NGC 1004 износи 12,8 а фотографска магнитуда 13,8. NGC 1004 је још познат и под ознакама UGC 2112, MCG 0-7-57, CGCG 388-68, PGC 9961.